# Giulio Cesare Fellini
Pour l’article homonyme, voir Fellini (homonymie).
Giulio Cesare Fellini (Bologne, v. 1600- v. 1656) est un peintre italien baroque qui fut actif au XVIIe siècle.

## Biographie
Giulio Cesare Fellini   fut un élève de Gabriello Ferrantini et d'Annibale Carracci. Il a excellé dans la peinture de chevaux et de genre et était assisté par son frère (ou fils?) Marco Antonio Fellini (mort en 1660 à Bologne).

## Sources
- (en) Cet article est partiellement ou en totalité issu de l’article de Wikipédia en anglais intitulé « Giulio Cesare Fellini » (voir la liste des auteurs).